# Overshooting top

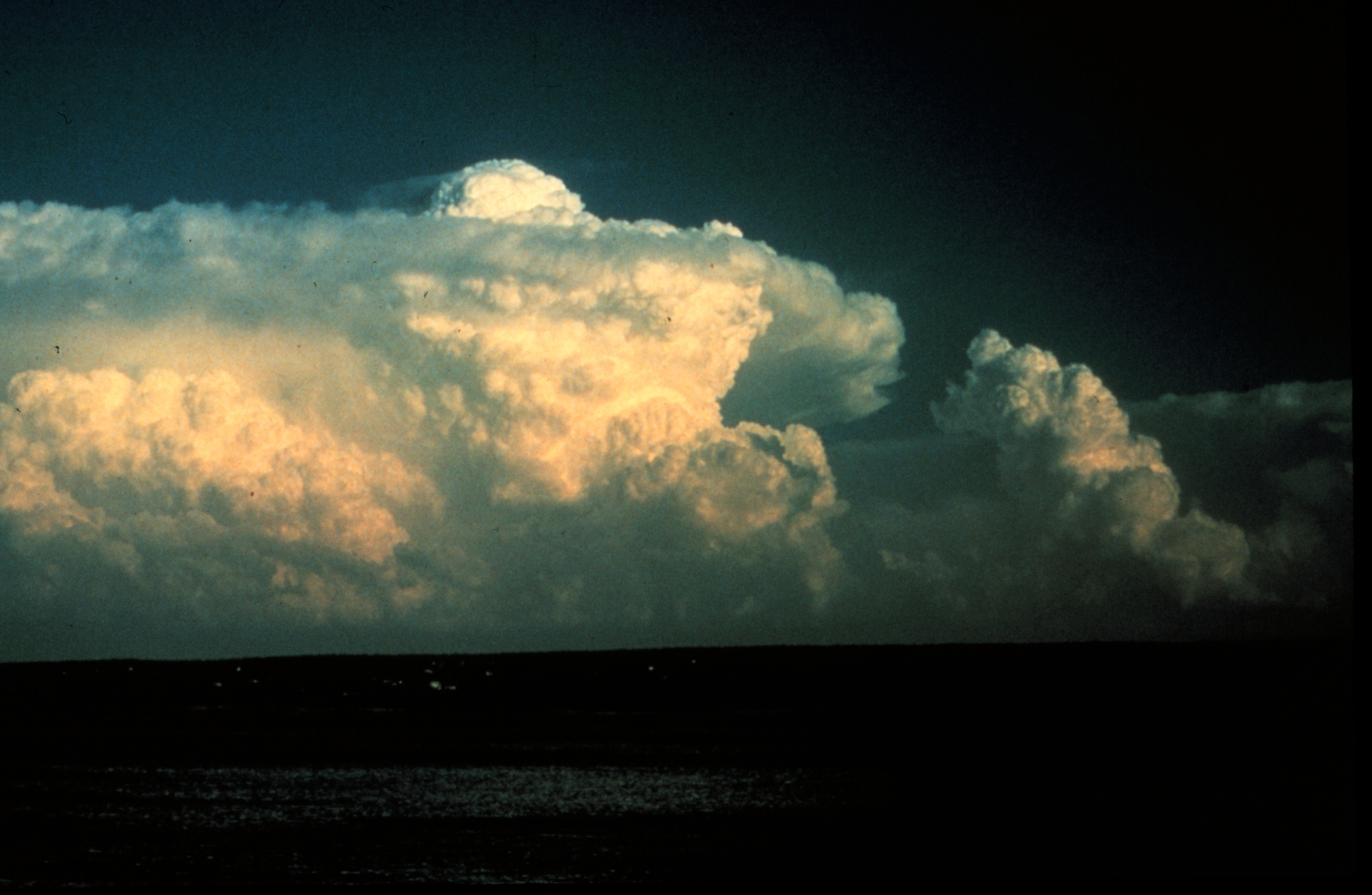
Un overshooting top si innalza sopra l'incudine di una supercella.

Un overshooting top è una cupola, simile ad una sporgenza, che può essere vista sopra la cima dell'incudine di un temporale. Quando un overshooting top è presente per più di 10 minuti, è molto probabile che il temporale sia particolarmente violento.

## Formazione
Quando si forma un temporale, le nuvole si innalzano in verticale nell'atmosfera fino a quando l'updraft della tempesta ha raggiunto un livello di equilibrio, il punto in cui l'aria circostante ha circa la stessa temperatura o è anche più calda. Questo "punto di equilibrio" è spesso segnato dalla tropopausa. Invece che continuare a salire nella troposfera, la crescita verticale della nuvola si ferma bruscamente, iniziando a crescere orizzontalmente, formando il tipico "incudine" in cima alla tempesta.
Un overshooting top si forma quando la corrente ascensionale del temporale, a causa dello slancio causato da una rapida ascesa e dalla forza di sollevamento, sfonda il suo livello di equilibrio, formando la caratteristica cupola. Questo può verificarsi con qualsiasi cumulonembo, quando l'instabilità è molto alta.

## Meteo estremo
Molti temporali possono sviluppare un overshooting top durante il loro ciclo vitale. Se l'overshooting top si forma e si sfalda in modo ciclico, allora è probabile che la tempesta non sia potente come una tempesta con un overshooting top continuo.
Un overshooting top che dura per più di 10 minuti, è segno di una forte corrente ascensionale, il che indica una fortissima probabilità che la tempesta stia producendo forte maltempo. Se l'overshooting top è continuo è probabile che la tempesta sia in realtà una forte supercella.